# Melittacanthus divaricatus
Melittacanthus es un género monotípico de  fanerógamas perteneciente a la familia Acanthaceae. Su única especie: Melittacanthus divaricatus S.Moore, es originaria de Madagascar.

## Taxonomía
Melittacanthus divaricatus fue descrita por el botánico inglés; Spencer Le Marchant Moore y publicado en Journal of Botany, British and Foreign 44: 218, t. 480A, en el año 1906.